# Fradkin-Tensor
Der Fradkin-Tensor, auch Jauch-Hill-Fradkin-Tensor, nach Josef-Maria Jauch und Edward Lee Hill sowie David M. Fradkin,  ist eine Erhaltungsgröße bei der Behandlung des isotropen mehrdimensionalen harmonischen Oszillators in der klassischen Mechanik. In der Behandlung des quantenmechanischen harmonischen Oszillators in der Quantenmechanik tritt an seiner Stelle der tensorwertige Fradkin-Operator.
Der Fradkin-Tensor liefert genügend Erhaltungsgrößen bei einem dreidimensionalen harmonischen Oszillator, sodass die Lösung der Bewegungsgleichungen des Oszillators maximal superintegrabel werden. Das heißt, um die Bahnkurven zu bestimmen, muss keine Differentialgleichung, sondern nur eine algebraische Gleichung gelöst werden.
Wie der Laplace-Runge-Lenz-Vektor im Keplerproblem beruht die Erhaltung des Fradkin-Tensors auf einer versteckten Symmetrie des harmonischen Oszillators.

## Definition
Sei die Hamiltonfunktion {\displaystyle H} eines harmonischen Oszillators
{\displaystyle H={\frac {{\vec {p}}^{2}}{2m}}+{\frac {1}{2}}m\omega ^{2}{\vec {x}}^{2}}
mit
- dem Impuls {\displaystyle {\vec {p}}},
- der Masse {\displaystyle m},
- der Kreisfrequenz {\displaystyle \omega } und
- dem Ort {\displaystyle {\vec {x}}},

dann ist der Fradkin-Tensor (bis auf eine willkürliche Normierung) definiert als:
{\displaystyle F_{ij}={\frac {p_{i}p_{j}}{2m}}+{\frac {1}{2}}m\omega ^{2}x_{i}x_{j}}
Insbesondere gilt {\displaystyle H=\operatorname {Tr} (F)} mit dem Spuroperator {\displaystyle \operatorname {Tr} }. Der Fradkin-Tensor ist daher eine symmetrische Matrix und hat für einen harmonischen Oszillator in {\displaystyle n}-Dimensionen {\displaystyle {\tfrac {n(n+1)}{2}}-1} unabhängige Einträge, in drei Dimensionen also fünf.

## Eigenschaften
- Der Fradkin-Tensor steht orthogonal zum Drehimpuls {\displaystyle {\vec {L}}={\vec {x}}\times {\vec {p}}}:
{\displaystyle F_{ij}L_{j}=0}
- Kontraktion des Fradkin-Tensors mit dem Ortsvektor ergibt den Zusammenhang
{\displaystyle x_{i}F_{ij}x_{j}=E{\vec {x}}^{2}-{\frac {{\vec {L}}^{2}}{2m}}}.
- Die fünf unabhängigen Komponenten des Fradkin-Tensors und die drei des Drehimpulses bilden die acht Generatoren einer {\displaystyle SU(3)}, der speziellen unitären Gruppe in 3 Dimensionen, mit den Relationen
{\displaystyle {\begin{aligned}\{L_{i},L_{j}\}&=\varepsilon _{ijk}L_{k}\\\{L_{i},F_{jk}\}&=\varepsilon _{ijn}F_{nk}+\varepsilon _{ikn}F_{jn}\\\{F_{ij},F_{kl}\}&={\frac {\omega ^{2}}{4}}\left(\delta _{ik}\varepsilon _{jln}+\delta _{il}\varepsilon _{jkn}+\delta _{jk}\varepsilon _{iln}+\delta _{jl}\varepsilon _{ikn}\right)L_{n}\,,\end{aligned}}}

wobei {\displaystyle \{\cdot ,\cdot \}} die Poisson-Klammer, {\displaystyle \delta } das Kronecker-Delta und {\displaystyle \varepsilon } das Levi-Civita-Symbol sind.

## Beweis der Erhaltung
In der Hamiltonschen Mechanik gilt für eine beliebige Funktion {\displaystyle A}, die auf dem Phasenraum definiert ist
{\displaystyle {\frac {\mathrm {d} A}{\mathrm {d} t}}=\{A,H\}=\sum _{k}\left({\frac {\partial A}{\partial x_{k}}}{\frac {\partial H}{\partial p_{k}}}-{\frac {\partial A}{\partial p_{k}}}{\frac {\partial H}{\partial x_{k}}}\right)+{\frac {\partial A}{\partial t}}},
also für den Fradkin-Tensor im harmonischen Oszillator
{\displaystyle {\frac {\mathrm {d} F_{ij}}{\mathrm {d} t}}={\frac {1}{2}}\omega ^{2}\sum _{k}{\Big (}(x_{j}\delta _{ik}+x_{i}\delta _{jk})p_{k}-(p_{j}\delta _{ik}+p_{i}\delta _{jk})x_{k}{\Big )}=0}.
Der Fradkin-Tensor ist die nach dem Noether-Theorem zur Transformation
{\displaystyle x_{i}\to x_{i}'=x_{i}+{\frac {1}{2}}\omega ^{-1}\varepsilon _{jk}\left({\dot {x}}_{j}\delta _{ik}+{\dot {x}}_{k}\delta _{ij}\right)}
gehörende Erhaltungsgröße.

## Quantenmechanik
In der Quantenmechanik sind Orts- und Impulsvektoren durch den Orts- und Impulsoperator zu ersetzen sowie die Poisson-Klammern durch den Kommutator. Entsprechend wird die Hamiltonfunktion zum Hamiltonoperator, der Drehimpuls zum Drehimpulsoperator und der Fradkin-Tensor zum Fradkin-Operator. Die weiteren Ausführungen bleiben unter diesen Ersetzungen gültig.